# Christian Norberg-Schulz
Christian Norberg-Schulz (23. května 1926, Oslo – 28. dubna 2000, tamtéž) byl norský historik a teoretik architektury. Je znám pro své četné knihy z oblasti historie (obzvláště architektury italské klasické tradice, a z ní především baroka) a také z oblasti teorie architektury. V oblasti teorie architektury se jeho zájem posunul od analytických a psychologických teorií v počátku jeho intelektuální kariéry směrem k fenomenologii místa. Patří mezi první teoretiky architektury, kteří využili fenomenologii a ontologické myšlení Martina Heideggera v oblasti architektury.
Pro české prostředí je významný svým dlouhodobým a hlubokým zájmem o architekturu Čech, o níž publikoval několik prací. Zajímal se především o Kryštofa Dientzenhofera a Kiliána Ignáce Dientzenhofera.

## Život

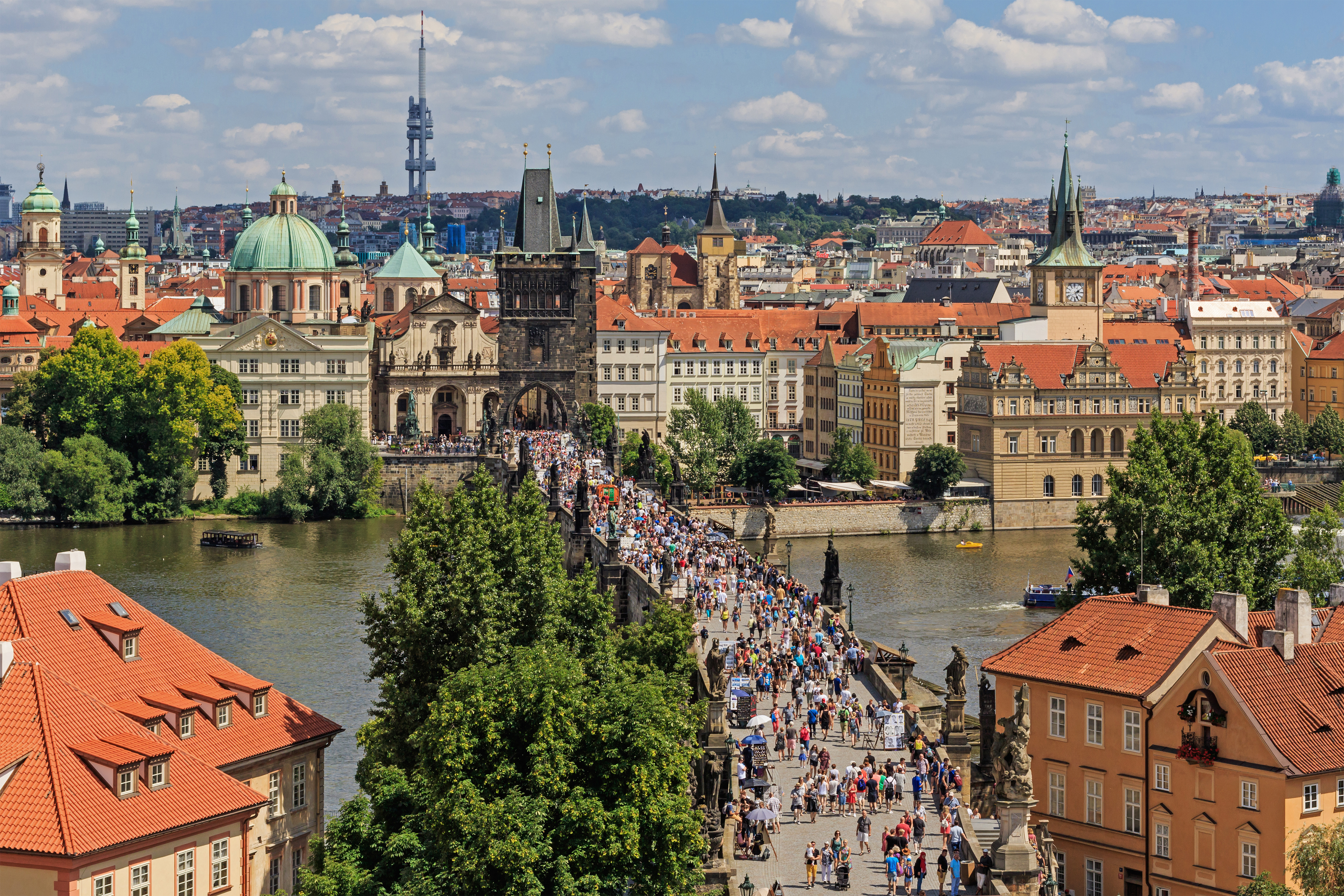
Praha – romantické město

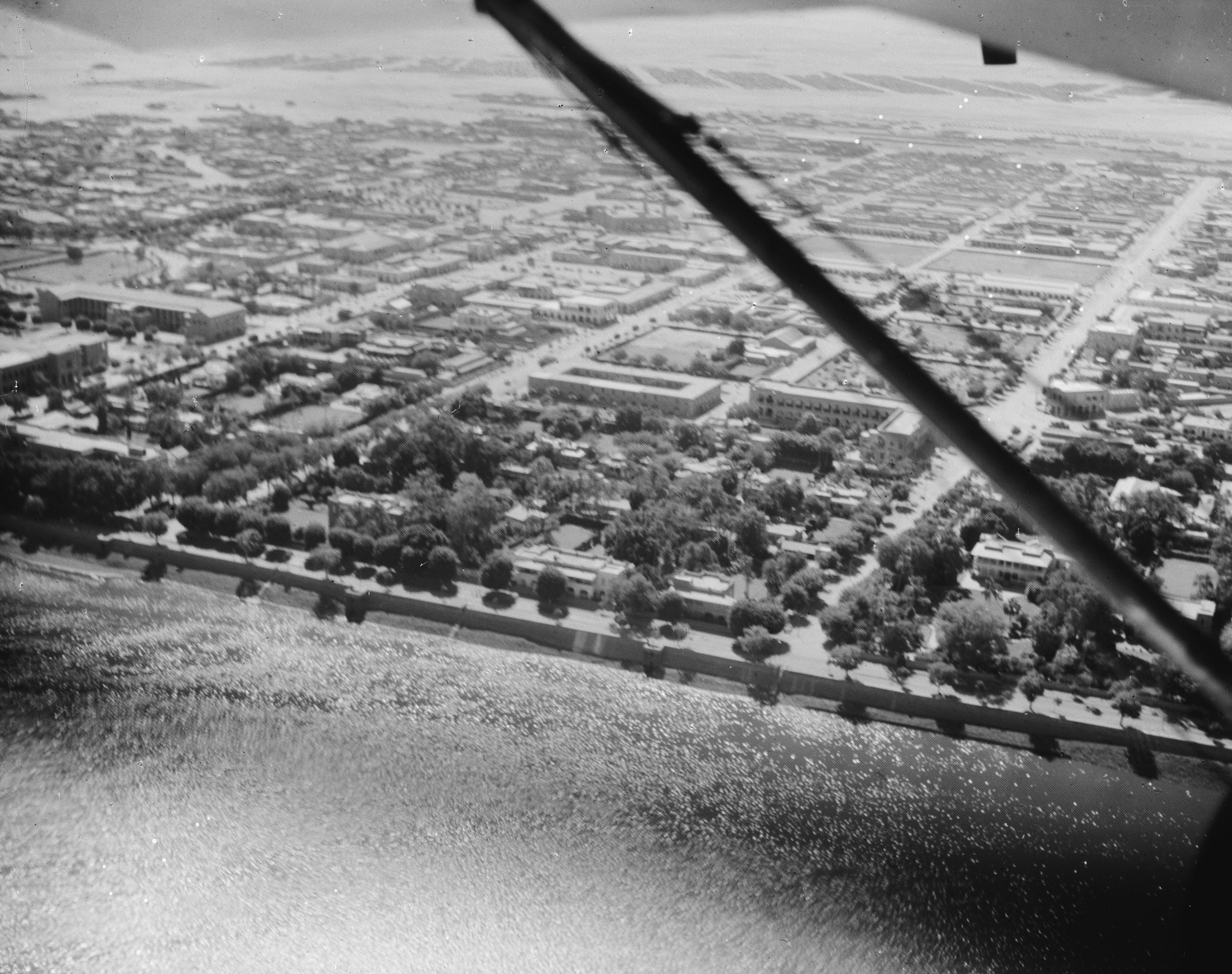
Chartúm – kosmické město

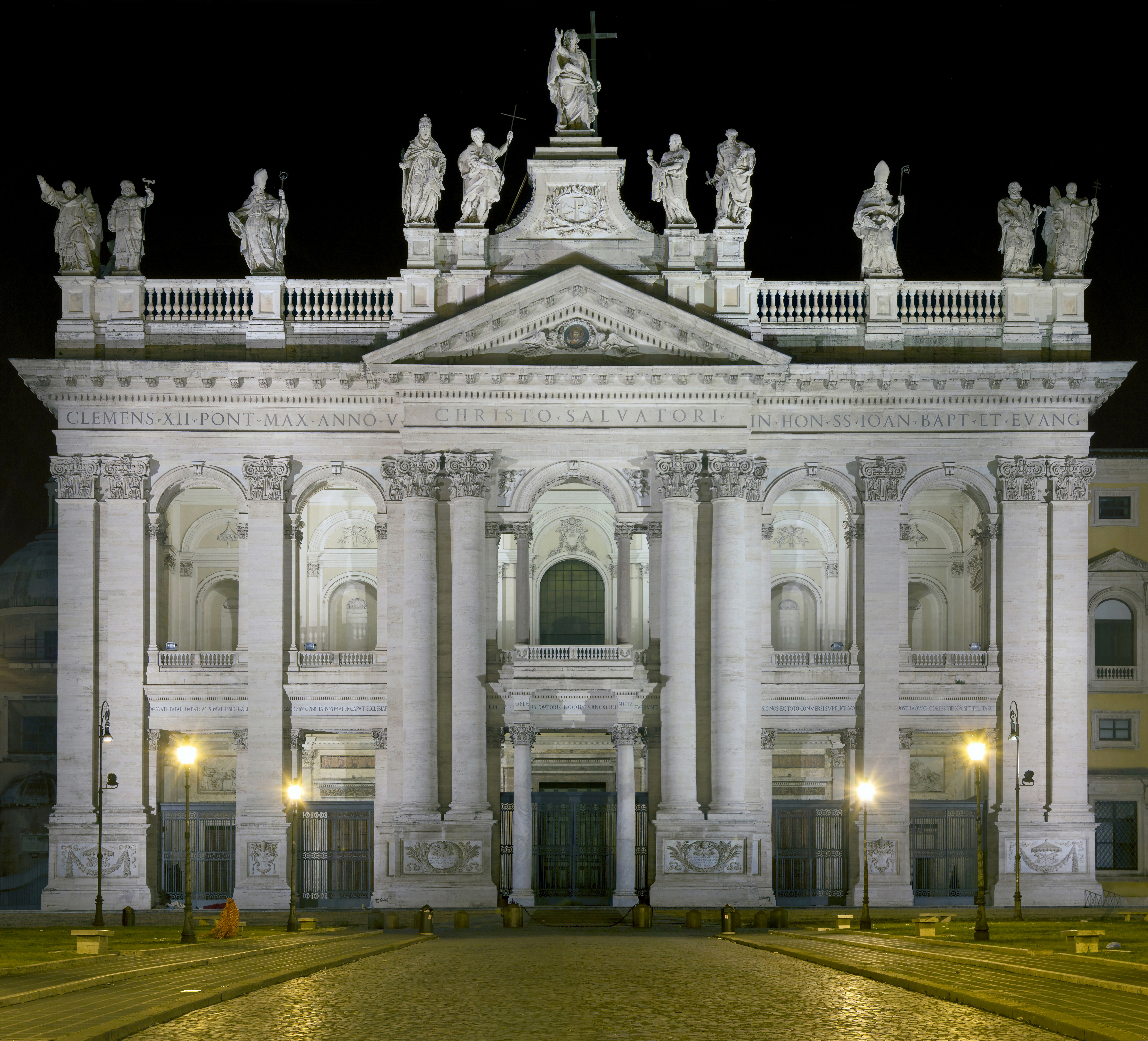
Řím – klasické město

Narodil se v Oslu 23. května roku 1926. Po druhé světové válce studoval architekturu na ETH v Curychu u prof. Siegfrieda Giediona. Po dokončení studií se vrátil do Norska, kde na Giedionovu žádost založil norskou pobočku CIAM. Celý život, až na časté cesty a hostování, učil v Norsku. Byl děkanem Institutu architektury na Univerzitě v Oslu.
Roku 1955 se oženil s Italkou Annou Marií de Dominici. Jeho dcera Elizabeth Norberg-Schulzová je norská operní sopranistka.
Christian Norberg-Schulz zemřel 28. dubna 2000 v Oslu.

## Dílo
Ačkoliv byl vystudovaným a činným architektem, proslavil se především jako autor textů. Jeho psané dílo lze pro jednoduchost rozdělit do dvou oblastí: teorie a historie.

### Teoreticko-filosofická část
Ve své první velké knize, Intentions in Architecture, využívá lingvistiku, gestalt psychologii a fenomenologii k náročnému pokusu konstruovat obsáhlou teorii architektury. Zkoumá základní otázku účelu architektury. „Zodpovídá ji ve třech vzájemně spjatých ohledech. Aspekt funkčně praktický, aspekt tvorby prostředí a aspekt symbolického zprostředkování jsou tři momenty, které spoludefinují účel architektonického díla. Řečeno souhrnně: Stavební díla krom toho, že poskytují fyzický úkryt a jsou nástrojem uspokojování řady praktických životních funkcí, zároveň formují prostředí jako smysluplný rámec lidských životních aktivit, jenž je nasycen symbolickými obsahy.“
Citát: „Dnešní architekti potřebují teorii, protože se už nemohou opírat o tradici. V minulosti architekt pracoval vždy v rámci tradice, která mu říkala, co dělat a jak to dělat. V moderní době už tato opora neexistuje. Proto musíme své téma promýšlet.“
V pozdějších pracích se jeho zájem již výrazně soustředí na fenomenologii a Heideggera.
Knihou Existence, Space and Architecture začíná jeho fenomenologické období. Tato kniha představuje jeho teorii prostoru, analýzu existenciálního prostoru člověka. „Základní teze této práce je formulována lakonicky a jasně: Architektonický prostor je konkretizací existenciálního prostoru člověka.“
Kniha Genius loci, v českém prostředí zřejmě nejznámější, řeší otázku místa a to, jak ovlivňuje bydlení člověka. Zavádí v ní klasifikaci krajin, architektury a měst: rozlišuje romantické, kosmické a klasické charaktery. Slavnými příklady měst jsou: Praha, město romantické, Chartúm, město kosmické a Řím, prototyp města klasického.
Následující práce, Concept of Dwelling, se zabývá podobným tématem a soustředí se na bydlení ve městě, různé podoby bydlení v lidském prostředí od soukromého po celospolečenské. Bydlení se zde nechápe jako pouhé „nocování“ či „přebývání někde“, ale ve filosofickém smyslu jako 1) setkávání se s druhými a vyměňování si produktů, myšlenek a pocitů, tj. prožívání života jako mnohosti možností; 2) být ve shodě s druhými, tj. přijmout množinu společných, sdílených hodnot; 3) bydlení dále znamená být sám sebou, možnost mít kousek světa sám pro sebe. Norberg-Schulz to nazývá kolektivní, veřejné a soukromé bydlení.
Norberg-Schulz je často řazen ke kritikům moderní architektury. To je jistě pravda, kritizoval na ní mnohé aspekty, například neschopnost či neochotu vytvářet konkrétní lidská místa, anonymnost, rozpad tradičních městských struktur apod. Zároveň se však moderní architektury zastával, protože neviděl jinou alternativu a chápal také její velká pozitiva.

### Historická část
Jako historik se věnoval především italské klasické tradici od renesance po neoklasicismus. Respektovaným odborníkem však byl hlavně na barokní architekturu. Dokladem toho je několik knih. Především byl pozván, aby přispěl do prestižních mnoha svazkových dějin světové architektury. Je autorem dvou dílů: Baroque Architecture a Late Baroque and Rococo Architecture, které oba vyšli v mnoha vydáních a jazycích. Nesoustředí se v nich ani tak na dějiny stylu (ornamentů atd.) jako na dějiny prostorového uspořádání staveb. Každý z dílů pojednává o dané době, stavbách církevních, stavbách světských a o různorodých variantách lišících se od závazných většinových vzorů. „Jeho výklad baroka jako epochy hledající a nalézající nové absolutní jistoty, o něž by se mohl člověk opřít po rozkladu středověké ideje hierarchicky uspořádaného kosmu i renesančního harmonického univerza, ukazuje, že i zde mu za všemi detailními formovými a prostorovými analýzami jde o existenciální obsahy architektury jako o nejzazší vyústění uměleckohistorického zkoumání.“
Další důležitou knihou je Meaning in Western Architecture. Zde podává přehled o architektuře od Starověký Egypta po polovinu 20. století.
„Norberg-Schulz zde tematizuje architekturu jako symbolickou formu nesoucí vždy určitý lidsky relevantní smysl a klade důraz na výklad duchovních obsahů historických architektonických forem. Za nosnou lze v tomto kontextu pokládat jeho snahu nevykládat vývojovou kontinuitu architektury jako transmisi a pozvolný vývoj architektonických tvarů, ale především důsledným domýšlením proměn duchovního klimatu a jeho ohnisek, které si v každé epoše vynucuje nové řešení stavebních úkolů.“
Zabýval se také českým barokem, který řadil k tomu nejlepšímu, co lze k baroknímu stylu vůbec počítat. Zkoumal především vliv, jaký mělo Borrominiho dílo na českou barokní architekturu. Napsal monografii o Kiliánu Ignáci Dientzenhoferovi (Kilian Ignaz Dientzenhofer e il barocco boemo, Roma 1968).

## Základní díla
- Intentions in Architecture – MIT Press, Cambridge, Mass., 1965.
- Existence, Space and Architecture – Praeger Publishers, London, 1971
- Meaning in Western Architecture – Rizzoli, New York, 1974.
- Baroque Architecture – Rizzoli, Milan, 1979.
- Late Baroque and Rococo Architecture – Rizzoli, Milan, 1980.
- Genius Loci, Towards a Phenomenology of Architecture – Rizzoli, New York. 1980.
- Modern Norwegian Architecture – Scandinavian University Press, Oslo, 1987.
- New World Architecture – Princeton Architectural Press, New York, 1988.
- Concept of Dwelling – Rizzoli, New York. 1993.
- Nightlands. Nordic Building – MIT Press, Cambridge, Mass., 1997.
- Principles of Modern Architecture – Andreas Papadakis Publishers, London, 2000.
- Architecture: Presence, Language, Place – Skira, Milan, 2000.
- (česky) Genius loci, k fenomenologii architektury – Praha, Odeon 1994